# Tufani (okręg Prahova)
Tufani – wieś w Rumunii, w okręgu Prahova, w gminie Drăgănești. W 2011 roku liczyła 66 mieszkańców.